# Priechod
Priechod je obec na Slovensku v okrese Banská Bystrica. Leží na rozhraní Zvolenské kotliny a Starohorských vrchů, devět kilometrů severovýchodně od krajského města. Žije v něm přibližně 1 000 obyvatel. První písemná zmínka o vesnici pochází z roku 1340. V obci stojí klasicistní kaple svatého Michaela archanděla z roku 1833 a ve správním území leží chráněný areál Brvnište.